# Toosie Slide
Toosie Slide is een nummer uit 2020 van de Canadese rapper Drake. Het nummer dat op zijn mixtape Dark Lane Demo Tapes (2020), kwam uit op 3 april 2020. Drake maakte ook een TikTok dansje, die hij demonstreerde in zijn huis in Toronto. Het dansje ging vervolgens viraal op de app.
Het nummer werd wereldwijd een grote hit. Het kwam binnen op 1 in de Amerikaanse Billboard Hot 100, en in Canada haalde het de 2e positie. Ook in Europa haalde Drake een top 5 hit in o.a. Nederland, Zweden, Denemarken, Ierland, Frankrijk en het Verenigd Koninkrijk. In België viel het nummer net buiten de top 5, met een piek positie op plaats 6.
De productie van het nummer lag in handen van Ozan Yildirim, beter bekend als OZ, die al eerder samenwerkte met collega rappers Travis Scott en Future. OZ verzorgde ook al de productie van zijn voorgaande track Life Is Good.